# Trnovski Vrh
Trnovski Vrh is een plaats in Slovenië en maakt deel uit van de gemeente Trnovska vas in de NUTS-3-regio Podravska. De plaats telde 164 inwoners op 1 januari 2020.